# Volta Rosso
Il Volta Rosso (o Nazinon) è un fiume dell'Africa occidentale, tributario di destra del Volta Bianco.

## Percorso
Ha origine presso Ouagadougou, capitale del Burkina Faso. Scorre per una lunghezza totale di 266 km con direzione mediamente sudorientale, prevalentemente in Burkina Faso (attraversando il territorio del Parco Nazionale di Kaboré Tambi) e per un breve tratto in Ghana; sfocia nel Volta Bianco in territorio ghanese, a breve distanza della scarpata di Gambaga.
Il principale centro urbano toccato dal fiume è la cittadina di Kagao, nel Burkina Faso.

## Regime
Il regime del fiume risente della distribuzione stagionale delle piogge, caratterizzata da una prolungata stagione secca nel periodo novembre/giugno e da moderate precipitazioni nel rimanente periodo dell'anno.
Presso la città di Nangodi, nel Ghana, il valore medio di portata è di 23 m³/s, con massimi intorno ai 130 m³/s in settembre. Nel periodo tra novembre e aprile si osservano le portate minime, che per tre mesi l'anno restano in media a zero. Il Volta Rosso assume perciò le caratteristiche di corso d'acqua temporaneo.